# Сашко Гешовски
Сашо Гешовски (Кавадарци, 31. октобар 1971 — Сплит, 6. мај 1991) био је југословенски војник. Гешовски је први страдали припадник ЈНА током Рата у Хрватској, а неки га сматрају за симбол бесмисла рата и ратнохушкачких стремљења у Хрватској.

## Биографија
Рођен је у породици македонскога порекла. Током одслуживања војнога рока у Југословенској народној армији, убијен је приликом великих демонстрација испред зграде Команде Војнопоморске области у Сплиту (зграда Сплитске бановине) од стране хрватских побуњеника, док је његов колега Светланчо Наков једва преживео покушај дављења.
Деветнаестогодишњи Гешовски је био први припадник ЈНА који је погинуо у оружаним сукобима који су касније прерасли у рат у Хрватској. Убијен је под неразјашњеним околностима, а починитељ никад није пронађен.
Гешовски је постао симбол бесмислености рата и ратнохушкачког светоназора међу Хрватима јер је у сецесионистичкој борби страдао војник чија федеративна јединица, а потом и самостална држава, није учествовала у поменутом рату.